# Batanaci
Batanaci (llatí Bathanatos, grec Βαθανάτιος) va ser el cap dels escordiscs (cordistae) una tribu de gals que van envair Grècia junt amb Brennus i altres el 279 aC.
Després de la derrota de Brennus, Batanaci va conduir la seva gent cap a la vora del riu Danubi, on es van establir; el camí que van agafar va rebre el nom de Batanàcia i els seus descendents foren anomenats batanacis.